# Портрет Фёдора Фёдоровича Розена
«Портрет Фёдора Фёдоровича Розена» — картина Джорджа Доу и его мастерской, из Военной галереи Зимнего дворца.
Картина представляет собой погрудный портрет генерал-майора барона Фёдора Фёдоровича Розена из состава Военной галереи Зимнего дворца.
К началу Отечественной войны 1812 года полковник барон Розен был шефом Литовского пехотного полка и командовал 2-й бригадой 21-й пехотной дивизии, сражался под Ригой против корпуса маршала Макдональда, затем находился в Белоруссии и был в сражениях при Чашниках и Смолянах, а также в боях на Березине. Во время Заграничных походов 1813 и 1814 годов блокировал Данциг, за отличие в Битве народов под Лейпцигом произведён в генерал-майоры. В кампании 1814 года был временным комендантом Суассона и отличился в сражении при Лаоне и при взятии Парижа.
Изображён в генеральском вицмундире, введённом для пехотных генералов 7 мая 1817 года. Слева на груди звезда ордена Св. Анны 1-й степени; по борту мундира кресты орденов Св. Владимира 3-й степени и прусского Пур ле мерит; справа на груди крест ордена Св. Георгия 4-го класса, серебряная медаль «В память Отечественной войны 1812 года» на Андреевской ленте и бронзовая дворянская медаль «В память Отечественной войны 1812 года» на Владимирской ленте. С тыльной стороны картины надписи: Rosen 2 и Geo Dawe RA pinxt. Подпись на раме: Барон Ѳ. Ѳ. Розенъ 3й, Генералъ Маiоръ.
7 августа 1820 года Комитетом Главного штаба по аттестации барон Розен был включён в список «генералов, заслуживающих быть написанными в галерею» и 15 февраля 1822 года император Александр I приказал написать его портрет. Гонорар Доу был выплачен 1 июля 1822 года. Готовый портрет поступил в Эрмитаж 7 сентября 1825 года.
Долгое время считалось, что на портрете изображён барон А. В. Розен, соответственно его портрет считался портретом Ф. Ф. Розена. А. В. Кибовский считал, что первым эту ошибку допустил А. И. Михайловский-Данилевский при публикации своего фундаментального руда «Александр I и его сподвижники», где якобы была напечатана литография мастерской К. Края по рисунку И. А. Клюквина с портрета А. В. Розена с подписью Ф. Ф. Розена. Однако это не так: Михайловский-Данилевский был лично знаком с обоими генералами и в его труде ошибки нет: портрет Ф. Ф. Розена опубликован с правильной атрибуцией. Эта ошибка распространилась позднее на многие последующие публикации портретов этих двух генералов (например в книге А. А. Голомбиевского о Военной галерее, изданной великим князем Николаем Михайловичем, имеется неверная атрибуция портретов; в том числе она утвердилась и в самом Эрмитаже. Путаница с портретами была устранена в 2001 году А. В. Кибовским, который провёл анализ биографических фактов и наград обеих генералов и произвёл переатрибуцию портретов, которую поддержала и хранитель британской живописи в Эрмитаже Е. П. Ренне.